# Gasherbrum I
El Gasherbrum I (en urdu: گاشر برم -1‎; en chino tradicional, 加舒爾布魯木I峰; en chino simplificado, 加舒尔布鲁木I峰; pinyin, Jiāshūěrbùlǔmù I Fēng), también conocido comúnmente como Hidden Peak (el Pico Oculto) y, menos frecuentemente, como K5 o como Moravi I, con 8080 m s. n. m., es la undécima montaña más alta de la Tierra. Está situada en la frontera entre los países de Pakistán, en la región del Gilgit-Baltistán, y Xinjiang distrito occidental de China. El Gasherbrum I forma parte del macizo de los Gasherbrum, ubicado en la cordillera del Karakórum.
El topónimo Gasherbrum ha sido traducido en ocasiones como Cara o “Muro Resplandeciente”, probablemente como referencia a la cara más visible de la cumbre vecina del Gasherbrum IV; pero en realidad deriva de las palabras "rgasha" (hermoso) y "brum" (montaña) proveniente de la lengua local Balti, por lo que en realidad significa la "Montaña Hermosa."
El Gasherbrum I también fue designado por primera vez como K5 (el 5.º pico del Karakórum) en la expedición de Thomas George Montgomerie realizada en 1856 cuando dibujó, describió y nombró las mayores cumbres del macizo de la cordillera desde una distancia de más de 200 km durante el gran viaje del Gran Proyecto de Topografía Trigonométrica realizado a Pakistán y a la India. En 1892, William Martin Conway sugirió el nombre alternativo de "Hidden Peak", en referencia a su extrema lejanía y dificultad de acceso y de visibilidad. Para evitar confusiones entre los distintos Gasherbrum, ese nombre ha prevalecido como denominación identificativa para este pico concreto y, sobre todo, para diferenciarlo del cercano Gasherbrum II.
El Gasherbrum I fue escalado por primera vez el 5 de julio de 1958 por los montañeros Pete Schoening y Andy Kauffman, dentro de un equipo estadounidense de ocho escaladores dirigido por Nicholas B. Clinch. Entre los alpinistas del grupo, también estaban los escaladores Richard K. Irvin, Tom Nevison, Tom McCormack, Bob Swift y Gil Roberts.

## Efémerides principales de los ascensos
- 1934 - Una gran expedición internacional, organizada por el suizo Günther Dyhrenfurth, explora los picos Gasherbrum I y II. Dos escaladores llegan a escalar hasta los 6300 m s. n. m.[2]
- 1936 - Una expedición de un equipo francés consigue alcanzar una altura de 6900 m s. n. m.
- 1958 - El equipo norteamericano anteriormente mencionado consigue la primera escalada con éxito a la cumbre.[1]
- 1975 - Reinhold Messner y Peter Habeler alcanzan la cima a través de una nueva ruta, siguiendo la cara noroeste, en el más puro estilo alpino, lo cual supone un hito histórico, dado que fue la primera vez que es usado en la escalada de un ochomil. La subida hasta la cima les llevó únicamente tres días de trabajo. Un día más tarde, tres austriacos de una expedición distinta, liderada por Hanns Schell consiguen alcanzar la cumbre por la primitiva ruta norteamericana.
- 1977 - La cuarta ascensión con éxito de la cumbre fue realizada por dos eslovenos, Nejc Zaplotnik y Andrej Stremfelj, siguiendo una ruta de escalada completamente nueva.
- 1980 -  Una expedición francesa obtiene el 5.º ascenso con éxito de la historia a través de una nueva ruta, abierta por primera vez a través de la cara meridional de la montaña.[2]
- 1981 - Un equipo japonés obtiene el 6.º ascenso con éxito de la cumbre del Gasherbrum I.[2]
- 1982 - G. Sturm, M. Dacher y S. Hupfauer, miembros de una expedición alemana, coronan la cima a través de una nueva ruta abierta en la cara norte de la montaña. Durante el mismo año, la francesa Marie-José Valençot se convierte en la primera mujer de la historia en alcanzar la cumbre. Su marido, el suizo Sylvain Saudan realiza con éxito el primer descenso en esquíes desde la cima hasta alcanzar el campo base.
- 1983 - Los polacos Jerzy Kukuczka y Wojciech Kurtyka, abren una nueva ruta en estilo alpino, ascendiendo hasta la cumbre sin la ayuda suplementaria de oxígeno.
- 1983 - Diferentes equipos de Suiza y España consiguen alcanzar la cumbre del Hidden Peak con éxito.
- 1984 - Reinhold Messner y Hans Kammerlander realizan la travesía completa desde el pico Gasherbrum II hasta la cumbre del Gasherbrum I sin descender al campo base durante todo el trayecto completo.
- 1985 - Ascenso en solitario de Benoît Chamoux. El 14 de julio del mismo año. El italiano Giampiero Di Federico abre también en solitario una nueva ruta en la cara noroeste de la montaña.[3]
- 1990 - Mueren cerca de la cima los españoles Albert Ibáñez y Josep Grañó.
- 2003 - 19 alpinistas consiguen alcanzar la cima, muriendo 4 de ellos, incluyendo al escalador Mohammad Oraz.[4]
- 2012 - El 9 de marzo, Adam Bieleck y Janusz Gołąb consiguen la primera ascensión invernal a la cumbre, realizada, además, sin el uso suplementario de oxígeno. Todo un éxito teniendo en cuenta las extremas condiciones meteorológicas del Karakórum.[5] El mismo día, Gerfried Goschl, el suizo  Cedric Hahlen y el montañero pakistaní Nisar Hussain Sadpara, alpinistas integrados en un equipo austriaco, desaparecen intentando alcanzar la cima a través de una nueva ruta, posiblemente a consecuencia de desprendimientos de aludes o arrastrados por los fuertes y gélidos vientos que azotaron la montaña ese día, dándose a los tres por desaparecidos.[6]
- 2013 En el mes de julio, el alpinista argentino Mariano Galván logra hacer cumbre en solitario, sin oxígeno suplementario y sin sherpas de altura.
- 2013 - El 21 de julio, tres españoles, Abel Alonso, Xevi Gómez y Álvaro Paredes alcanzan con éxito la cumbre, muriendo durante el descenso, atrapados por una terrible tormenta a 400 metros de la cima. Los otros 8 miembros de la expedición consiguen salvarse y no coronan la cumbre.[7]